# Fernando Bandeira Ferreira
Fernando Alberto Ricca de Sousa Maldonado Bandeira Ferreira, visconde de Montalvo, (Lisboa, 10 de Setembro de 1921 — Setúbal, 2 de Agosto de 2002) foi um arqueólogo português, com amplo trabalho de campo desenvolvido e uma vasta carreira docente.
Licenciado em Ciências Históricas e Filosóficas pela Faculdade de Letras da Universidade de Lisboa, em 1945, defendeu a tese Esboço duma História do Descobrimento da África, com mais de 450 folhas e da qual faziam parte 18 mapas.
No âmbito do curso de Ciências Históricas e Filosóficas, seguiu as lições de Henri Breuil, um dos maiores nomes na área da Pré-História.
Na mesma faculdade, completou o curso de Ciências Pedagógicas.

## Percurso profissional
Em 1947 foi convidado para assistente da Faculdade de Letras da Universidade de Lisboa, onde regeu cursos teóricos e práticos das cadeiras de Arqueologia (onde foi o primeiro docente da Faculdade a dar sistematicamente aulas de campo), Epigrafia, História da Antiguidade Oriental, História da Antiguidade Clássica, Numismática e Esfragística, História dos Descobrimentos e da Colonização Portuguesa, História Medieval, História Moderna e Contemporânea e História Geral da Civilização.
No ano de 1951 foi nomeado vogal da Junta Nacional de Educação (secção de Arqueologia), mantendo-se em funções até 1972.
Em 1958 foi nomeado auxiliar de naturalista do Museu Nacional de Arqueologia, então denominado Museu Etnológico do Dr. Leite de Vasconcelos, no qual procedeu a uma catalogação dos materiais paleolíticos considerada modelar para a época.
Três anos depois, em 1961, foi nomeado inspector da Inspecção Superior das Bibliotecas e Arquivos, mas manteve a sua ligação à Junta Nacional de Educação tendo, nesta qualidade, levado a cabo escavações arqueológicas no cemitério lusitano-romano da Praça da Figueira (Lisboa), entre Fevereiro e Maio de 1962.
Da Inspecção Superior das Bibliotecas e Arquivos transitou, em 1976, como técnico especialista, para o departamento de Arqueologia da Direcção-Geral dos Assuntos Culturais, posteriormente denominada Direcção-Geral do Património Cultural e mais tarde transformada no Instituto Português do Património Cultural.
Atingiu a idade da reforma em 1991, como assessor deste organismo.

## Colaboração em publicações
Paralelamente à carreira que desenvolveu, a partir de 1941 colaborou em vários jornais e revistas, designadamente Mundo Literário (na qual publicou recensões bibliográficas), Seara Nova (onde divulgou uma série de artigos intitulada “Viagens de Descobrimentos de Iniciativa Privada no Tempo do Infante D. Henrique”), Arqueólogo Português (artigos de Arqueologia e Epigrafia Latina), Revista de Guimarães (artigos de Epigrafia e Arqueologia), Brotéria (artigos de Epigrafia), Revista da Faculdade de Letras de Lisboa (artigos sobre Arqueologia), Conímbriga (artigos sobre Arqueologia) e Bibliotecas-Arquivos-Museus (publicação que dirigiu e na qual deu a conhecer a primeira parte da obra Alguns Topónimos Indicativos de Monumentos Arqueológicos, cuja continuação permanece inédita).
Em parceria com Justino Mendes de Almeida, publicou as séries “Varia Epigraphica”, na Revista da Faculdade de Letras de Lisboa e na Revista de Guimarães.
Colaborou ainda no Glossarium Archaeologicum e na Grande Enciclopédia Portuguesa e Brasileira.

## Actividades arqueológicas
Realizou várias comunicações sobre Ciências Arqueológicas, Epigrafia e Toponímia na Sociedade de Geografia de Lisboa e no extinto Instituto Português de Arqueologia.
Participou no XIII Congresso Luso-Espanhol para o Progresso das Ciências (1950), no II Congresso Nacional de Arqueologia de Espanha (1951) e no Congresso Internacional de História dos Descobrimentos (1960), que secretariou e onde apresentou uma comunicação acerca do descobrimento de Madagáscar.
No que respeita a trabalhos de campo, fez prospecções em vários locais arqueológicos de Lisboa e arredores, Almada, Palmela, Setúbal, etc; escavações sistemáticas na Troia de Setúbal (participou em nove campanhas, algumas das quais dirigiu, entre 1948 e 1957) e na estação lusitano-romana da Praça da Figueira (Lisboa), que dirigiu no primeiro semestre de 1962.
Em 1976, foi convidado para vogal da Comissão Nacional da Carta Arqueológica de Portugal, tendo co-dirigido uma experiência-piloto: o levantamento arqueológico da área de Alvito-Griola (Alentejo).
Tem ainda diversos trabalhos nas áreas da História dos Descobrimentos, da Cartografia Antiga e da Linguística.

## Homenagens
A 19 de julho de 1961, foi agraciado com o grau de Oficial da Ordem do Infante D. Henrique.

## Algumas obras
- As viagens de descobrimento de iniciativa particular no tempo de D. Henrique. Lisboa, Seara Nova, 1946. Cadernos da revista Seara Nova.
- O misterioso país de Ogané. Lisboa, 1947, separata da Revista da Faculdade de Letras de Lisboa 2.ª série, n.º 13.
- Nótula sobre as indústrias paleolíticas do quartzo da Estação do Casal do Monte. Lisboa, 1950, separata das Actas do XIII Congresso Luso-Espanhol para o Progresso das Ciências, Tomo 8, Ciências Históricas e Filológicas.
- Notícia de três inscrições lusitano-romanas de Janas e de S. Miguel de Odrinhas. Porto, 1955, separata da revista Brotéria n.º 61.
- Nótula acerca de dois monólitos romanos de S. João das Lampas. Guimarães, 1955, separata da Revista de Guimarães n.º 65.
- O paleolítico da Troia de Setúbal: sua origem e significado. Lisboa, 1956, separata da Revista da Faculdade de Letras de Lisboa, tomo XXII.
- Varia epigraphica (I-VI). Lisboa, 1956, separata da Revista da Faculdade de Letras de Lisboa, tomo XXII.
- A inscrição lusitano-romana da Quinta da Sempre-Noiva e o problema dos Cornelli Bocchi (Arraiolos). Lisboa, 1959, separata da revista O Arqueólogo Português, nova série, n.º 3.
- O problema da localização de Cetóbriga: seu estado actual. Coimbra, 1959, separata da revista Conímbriga, vol I.
- Ab Olisipone Salaciam. Lisboa, 1959, separata da Revista da Faculdade de Letras de Lisboa, 3.ª série, n.º3.
- A propósito do nome Achale ou Acale da ora marítima de Avieno. Guimarães, 1959, separata da Revista de Guimarães n.º 69.
- Reflexões a propósito de um fragmento de cerâmica cardial existente no Museu Etnológico do Dr. Leite de Vasconcelos. Lisboa, 1960, separata da Revista da Faculdade de Letras de Lisboa, 3.ª série, n.º 4.
- Congressos e ética científica. Lisboa, 1960.
- Varia epigraphica. Lisboa, 1960, separata da Revista da Faculdade de Letras de Lisboa, 3.ª série, n.º 4.
- Nótula acerca da ermida de S. Mamede de Janas. Guimarães, 1962, separata da Revista de Guimarães n.º 72.
- Uma carta ao «Ocidente». Lisboa, Silvas, 1964.
- Varia epigraphica (nova série). Com Justino Mendes de Almeida. Guimarães, 1965, 1966, 1967 e 1969, publicados na Revista de Guimarães n.ºs 75, 76, 77 e 79: N.º 75; N.º 76 - 1.ª parte; N.º 76 - 2.ª parte; N.º 77; N.º 79 - 1.ª parte; N.º 79 - 2.ª parte.

- Uma planta arqueológica do Rossio do Carmo em Mértola. Guimarães, 1965, separata da Revista de Guimarães n.º 75.
- Descrição sumária de um astrolábio planisférico com legendas em caracteres hebraicos. Lisboa, 1965, separata da Revista da Faculdade de Letras de Lisboa, 3.ª série, n.º 8.
- Nova luz sobre a cronologia das civilizações neolíticas. Coimbra, 1965, separata da revista Conímbriga, vol. IV.
- Ainda a pretensa relação: Caetobriga Stwyr/Stubr. Coimbra, 1965, separata da revista Conímbriga, vol. IV.
- O paleolítico da Troia de Setúbal: novos elementos. Guimarães, 1967, separata da Revista de Guimarães, vol. LXXVII.
- Uma árula a Banduaetobricus. Com Justino Mendes de Almeida e José d'Encarnação. Coimbra, 1976, revista Conímbriga, vol. XV.[4]

## Topónimos Rurais de Portugal Continental Indicativos de Monumentos Arqueológicos
A obra Alguns Topónimos Indicativos de Monumentos Arqueológicos, cuja primeira parte foi, como acima se indica, publicada na revista Bibliotecas-Arquivos-Museus, encontra-se em fase de execução no Museu Arqueológico de São Miguel de Odrinhas, em Sintra.
Ultimado pelo arqueólogo antes de morrer, o livro terá o nome Topónimos Rurais de Portugal Continental Indicativos de Monumentos Arqueológicos e foi considerado pelo director do Museu de Odrinhas, José Cardim Ribeiro, «uma das mais importantes obras na área da toponímia nacional».
O dicionário especializado, para o qual o arqueólogo começou a fazer anotações ainda na década de 1970, foi sendo sucessivamente actualizado nos anos 1980 e 1990, contendo milhares de entradas – acompanhadas de símbolos, referências bibliográficas e citações em grego, latim, árabe e hebraico.
Na obra, que deverá ser editada em três volumes, Fernando Bandeira Ferreira recorre à toponímia de vários locais e, a partir da sua etimologia, procura ver qual o interesse dessas localidades para a Arqueologia, tendo incluído mapas indicativos das frequências e zonas de ocorrência de determinados topónimos.
A algumas palavras do dicionário correspondem autênticos artigos e para certas entradas foram escritos textos de investigação sobre o tema a que dizem respeito, o que levou a arqueóloga Teresa Simões, do Museu de São Miguel de Odrinhas, a afirmar em Julho de 2004 à agência Lusa que o dicionário de Topónimos Rurais de Portugal Continental Indicativos de Monumentos Arqueológicos é «uma obra monumental» e «um trabalho de interesse nacional no domínio da arqueologia e da filologia».
Uma descrição que faz com que pareçam modestas as palavras do autor, segundo o qual o estudo constituía uma mera «contribuição» para uma lista «não exaustiva (...) mas tão completa quanto possível, dos topónimos indicativos da existência, presente ou passada, de valores arqueológicos» – como se lê na introdução.
A verdade é que as hipóteses, avançadas por Bandeira Ferreira, de existência de monumentos arqueológicos em determinados locais levaram Teresa Simões a afirmar à Lusa o seguinte: «Um arqueólogo que olhar para o mapa de Portugal depois de consultar esta obra, nunca mais terá a mesma percepção do país».

## Entre os pioneiros do Clube de Matemática da Faculdade de Letras
Fernando Bandeira Ferreira foi dos primeiros inscritos no Clube de Matemática da Faculdade de Letras de Lisboa (o primeiro no seu género a surgir em Portugal), criado em 1942 para responder a um desafio da Sociedade Portuguesa de Matemática (SPM).
«A criação de Clubes de Matemática, na maioria das nossas escolas secundárias e superiores, é susceptível de determinar uma corrente vital de interesse pela matemática, entre os jovens estudantes, que contribuirá de uma maneira eficaz para o ressurgimento das matemáticas portuguesas» – advogara o então secretário da SPM, António Monteiro, que tinha uma visão do ensino bastante progressista para a época, defendendo inclusivamente que «uma classe não é um vazadouro para despejar um programa».
O Clube de Matemática da Faculdade de Letras da Universidade de Lisboa tinha um plano de trabalho do qual faziam parte os seguintes pontos:
- Resolução e discussão de problemas sobre a matéria das cadeiras de Psicologia Experimental e Escolar, de Pedagogia, de Lógica, em que intervenham conhecimentos de Matemática;
- Alargamento da preparação Matemática dos estudantes da Faculdade de Letras com o objectivo de poderem abordar com maior facilidade o estudo dos capítulos da Filosofia, da Lógica, da História, da Ciência, da Psicologia e da Pedagogia, em que a Matemática desempenha um papel importante.
- Palestras realizadas por estudantes ou professores, desta ou de outras Faculdades, sobre História e Filosofia da Matemática.

Apesar dos promissores objectivos deste Clube, foi curta a sua carreira. O Governo de então viria a proibir a formação de novos clubes de Matemática e a acabar com os já existentes – atitude hostil do regime salazarista contra a actividade científica, que o Estado parecia querer medíocre e subdesenvolvida.